# Scott Baio
Scott Vincent James Baio (ur. 22 września 1961 w Nowym Jorku) – amerykański aktor, reżyser, scenarzysta i producent filmowy.

## Życiorys

### Wczesne lata
Urodził się w nowojorskim Brooklynie, w stanie Nowy Jork. Był najmłodszym trzecim dzieckiem Rose i Mario Baio, którzy wyemigrowali z Castellammare del Golfo z Włoch do Stanów Zjednoczonych Ameryki. Wychowywał się ze starszą siostrą Stephanie i bratem Stevenem. Jego kuzyni - Jimmy Baio i Joey Baio - zostali także aktorami. Uczęszczał do Saint Bernadette Elementary School w Dyker Heights w Brooklynie, a następnie uczył się w North Hollywood High School. Ukończył Xaverian High School w Bay Ridge, w Brooklynie.

### Kariera
Debiutował na kinowym ekranie tytułową rolą nieletniego gangstera w kryminalnej komedii muzycznej Alana Parkera Bugsy Malone (1976) z Jodie Foster. Ta parodia filmu gangsterskiego okazała się ogromnym sukcesem, dlatego reprezentowała Wielką Brytanię na Festiwalu Filmowym w Cannes w 1976.
Został dostrzeżony przez producenta Garryego Marshalla, który obsadził go w roli Anthony’ego DeLuca w serialu Blansky's Beauties (1977) i w popularnej serii telewizji ABC Szczęśliwe dni (Happy Days, 1977-1984), a główna rola Charlesa 'Chachi' Arcoli, kuzyna Fonzie (Henry Winkler), uczyniła z niego idola nastolatek i przyniosła mu w roku 1982 nagrodę dla Młodego Artysty. Postać tę zagrał jeszcze w innym serialu ABC pt. Joanie Loves Chachi (1982–1983).
Komercyjnymi sukcesami stały się kolejne postaci telewizyjne w serialach; Charles w Charles in Charge (1984-1990), James Halbrook w Baby Talk (1991-1992), dr Jack Stewart w Diagnoza morderstwo (Diagnosis Murder, 1993-1995).
Dowiódł również swoich umiejętności aktorskich w dramatach telewizyjnych. Za rolę Juliusa w jednym z odcinków serialu NBC Special Treat - Luke Was There (1976) i postać Buddy’ego Eldera w All the Kids Do It (1984) został nominowany do nagrody Emmy. A rola ucznia szkoły średniej Jacka Melona w Stoned (1980) przyniosła mu nagrodę Young Artist Awards w 1982. Stworzył ciekawą postać nastoletniego alkoholika marzącego, by pójść w ślady ojca i zostać gwiazdą hokeja w telewizyjnym dramacie familijnym Nad przepaścią (The Boy Who Drank Too Much, 1980).
Za rolę właściciela piekarni Dominica w kinowym melodramacie Dobry jak chleb (The Bread, My Sweet, 2001) odebrał nagrodę na Festiwalu Filmowym w San Diego, w stanie Kalifornia.
23 stycznia 2005 pojawił się na 18. miejscu w rankingu na „Największego idola nastolatek VH1”, ogłoszonego przez magazyn TV Guide.
Ma na swoim koncie dwa albumy: Recorded The Boys Are Out Tonight i Scott Baio (wyd. RCA).

## Życie prywatne
Romansował z aktorkami: Brooke Shields (1978-1981), Melissą Gilbert (1984), Nicollette Sheridan (1987-1988), Pamelą Anderson (1990-1993), Eriką Eleniak (1992), Denise Richards (1994) i Jeanette Jonsson (2000-2004). W 2005 związał się z kaskaderką Peaches Renée Sloan, którą poślubił 14 września 2007. Mają córkę Bailey DeLucę (ur. 2 listopada 2007).
29 stycznia 2018 Nicole Eggert oskarżyła Scotta Baia o molestowanie seksualne i seksualne wykorzystywanie jej jako nieletniej, gdy miała zaledwie 14 lat. Baio zdecydowanie zaprzeczył jej zarzutom i twierdził, że zaangażowali się w to jednorazowo i było to dobrowolne spotkanie seksualne, gdy Eggert miała 18 lat. Z kolei Eggert powiedziała, że miała 17 lat i że to Baio zainicjował ich spotkanie.

## Filmografia

### filmy fabularne
- 1976: Bugsy Malone jako Bugsy Malone
- 1980: Lisice jako Brad
- 1985: Alicja w Krainie Czarów (TV) jako świnka Pat
- 2005: Przeklęta w roli samego siebie

### seriale TV
- 1977: Statek miłości jako Graham D. Pickrel II
- 1988–89: Nie z tego świata jako Scott Gold / Książę Cornelius
- 1989: Pełna chata jako Pete Bianco
- 1993–95: Diagnoza morderstwo jako dr Jack Stewart
- 1998: Pomoc domowa jako dr Frankie Cresitelli
- 2000: Sekrety Weroniki jako Kevin
- 2001: Dotyk anioła jako Frank McCovey
- 2005–13: Bogaci bankruci jako Bob Loblaw
- 2014: Sam i Cat jako oficer Kelvin

### reżyseria
- 1991: Harry i Hendersonowie - odc.: „Halloween”
- 1997: Belfer z klasą - odc.: „Pain in the Schneck”